# Snooker Hall of Fame
Snooker Hall of Fame (Galeria Sław Snookera) została ustanowiona w 2011 roku przez  organizację zajmujacą się snookerem i bilardem angielskim World Professional Billiards and Snooker Association (WPBSA). Uwzględniono zarówno graczy zmarłych, jak i żyjących i aktywnych. Bracia Joe i Fred Davis byli jedynymi, którzy zdobyli tytuł mistrza świata w obu dyscyplinach.
Pierwszymi zawodnikami spoza Europy byli Neil Robertson z Australii (2013), Kanadyjczyk Cliff Thorburn (2014).
Taj Sindhu Pulsirivong (2016) był pierwszym członkiem Galerii Sław, który nie był zawodnikiem a działaczem sportowym.

## Galeria Sław
| Nr. | Kraj              | Nazwisko           | Rok  |
| --- | ----------------- | ------------------ | ---- |
| 01  | Anglia            | Joe Davis          | 2011 |
| 02  | Anglia            | Fred Davis         | 2011 |
| 03  | Anglia            | John Pulman        | 2011 |
| 04  | Walia             | Ray Reardon        | 2011 |
| 05  | Anglia            | John Spencer       | 2011 |
| 06  | Irlandia Północna | Alex Higgins       | 2011 |
| 07  | Anglia            | Steve Davis        | 2011 |
| 08  | Szkocja           | Stephen Hendry     | 2011 |
| 09  | Szkocja           | Walter Donaldson   | 2012 |
| 10  | Walia             | Mark Williams      | 2012 |
| 11  | Szkocja           | John Higgins       | 2012 |
| 12  | Anglia            | Ronnie O’Sullivan  | 2012 |
| 13  | Walia             | Terry Griffiths    | 2013 |
| 14  | Anglia            | Joe Johnson        | 2013 |
| 15  | Irlandia          | Ken Doherty        | 2013 |
| 16  | Anglia            | Peter Ebdon        | 2013 |
| 17  | Anglia            | Shaun Murphy       | 2013 |
| 18  | Szkocja           | Graeme Dott        | 2013 |
| 19  | Australia         | Neil Robertson     | 2013 |
| 20  | Irlandia Północna | Dennis Taylor      | 2014 |
| 21  | Kanada            | Cliff Thorburn     | 2014 |
| 22  | Anglia            | John Parrott       | 2015 |
| 23  | Anglia            | Mark Selby         | 2015 |
| 24  | Anglia            | Stuart Bingham     | 2016 |
| 25  | Anglia            | Rex Williams       | 2016 |
| 26  | Tajlandia         | Sindhu Pulsirivong | 2016 |
| 27  | Anglia            | Jimmy White        | 2017 |
| 28  | Walia             | Clive Everton      | 2017 |
| 29  | Chiny             | Ding Junhui        | 2018 |
| 30  | Anglia            | Barry Hearn        | 2018 |
| 31  | Anglia            | Judd Trump         | 2021 |
| 32  | Anglia            | Brandon Parker     | 2021 |
| 33  | Anglia            | Reanne Evans       | 2022 |
| 34  | Anglia            | Allison Fisher     | 2022 |
| 35  | Anglia            | John Virgo         | 2023 |
| 36  | Belgia            | Luca Brecel        | 2024 |
| 37  | Anglia            | Daniel Blunn       | 2024 |